# Heinrich Franz Gaudenz von Rustige
Heinrich Franz Gaudenz von Rustige (12 aprile 1810 – 15 gennaio 1900) è stato un pittore tedesco specializzato in soggetti e generi storici.

## Biografia

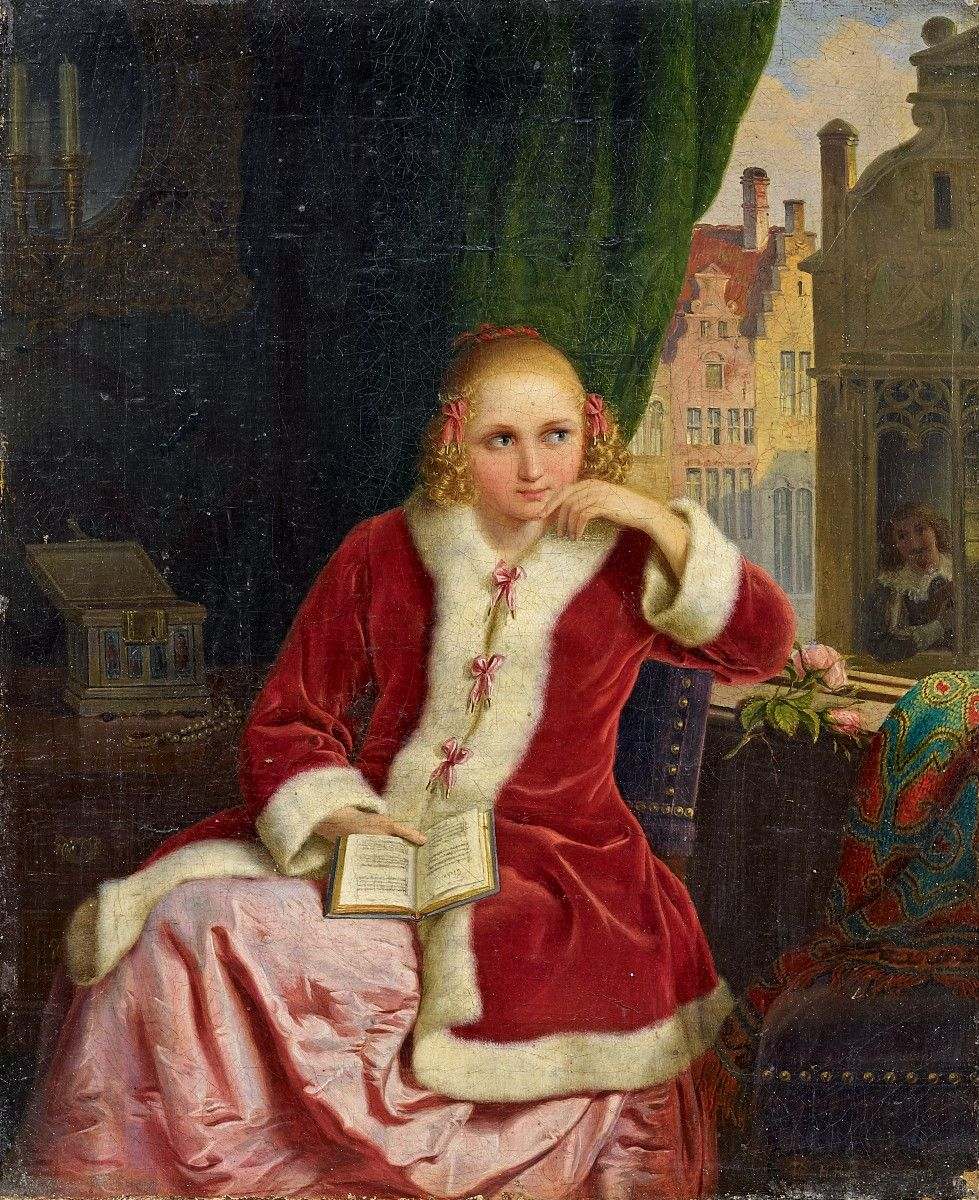
Il romanticismo (1843)

Dal 1828 fu allievo di Wilhelm von Schadow alla Kunstakademie di Düsseldorf. Dopo il 1832 iniziò qui a partecipare come espositore.
Nel 1836 si stabilì a Francoforte sul Meno e ne fece la sua base per viaggi studenteschi a Vienna, Dresda, Berlino, Francia e Inghilterra. A partire dal 1845 insegnò alla Staatliche Akademie der Bildenden Künste Stuttgart, dove prestò servizio anche come "Ispettore" della galleria d'arte e delle collezioni di incisioni.
Dal 1865 al 1866 fece costruire la sua casa vinta; progettato dall'architetto Christian Friedrich von Leins. Fu demolita nel 1951. Le sculture in rilievo delle "Quattro stagioni", di Bertel Thorvaldsen, che adornavano la casa, possono ora essere viste allo Städtisches Lapidarium Stuttgart. Abbandonò l'insegnamento nel 1887, ma continuò come direttore della galleria fino al 1897.
È stato insignito della Croce di Cavaliere, Prima Classe dell'Ordine della Corona (Württemberg), che gli ha conferito un titolo nobiliare. Nel 1890 fu nominato cittadino onorario di Werl.
Le sue opere coprono una vasta gamma di argomenti, tra cui scene storiche, scene di genere, paesaggi e ritratti. I suoi dipinti possono essere visti alla National Gallery di Berlino, allo Städtisches Museum Am Rykenberg e il Museo Kunstpalast.

### Poesia
Rustige è anche conosciuto come poeta. A un volume di poesie liriche del 1845 seguirono i drammi storici in versi "Filippo Lippi" (1851), "Attila" (1853), "Konrad Widerhold" (1856) e "Eberhard im Bart" (1863). "Kaiser Ludwig, der Baier" (1860) è stato ristampato dalla Nabu Press (2012). Ha scritto una popolare canzone militare, "Deutscher Marsch", musicata da Friedrich Wilhelm Kücken.

## Opere maggiori

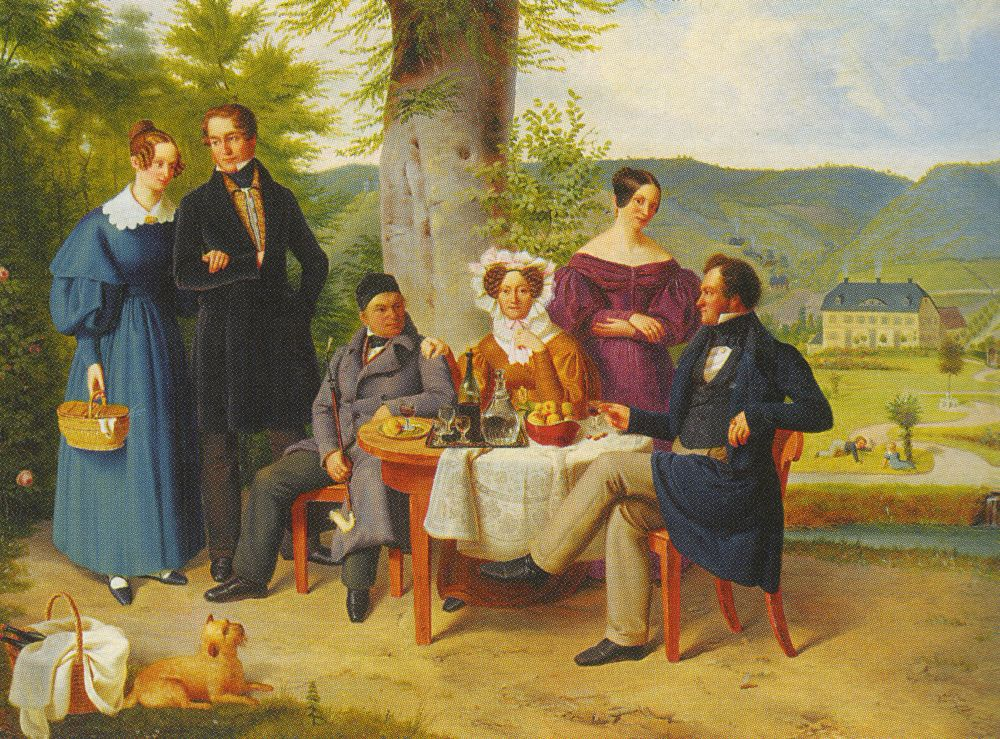
La "Famiglia Acqua di Colonia" Farina davanti alla loro tenuta Hagerhof vicino a Bad Honnef (1837)

- "Die Überschwemmung" (The Flood, National Gallery, Berlin)
- "Herzog Alba im Schloss zu Rudolstadt" (The Duke of Alva in the Castle of Rudolstadt, Galerie zu Stuttgart)
- "Überführung der Leiche Kaiser Ottos III nach Deutschland" (The Transfer of Emperor Otto III's Body to Germany, Municipal Museum Werl)
- "Friedrich II und sein Hof in Palermo" (Frederick II and his Court in Palermo, Municipal Museum Werl)